# 中村翼
中村 翼（なかむら つばさ、2000年5月11日 - ）は、日本のミュージカル俳優、歌手、洗足音楽大学卒。 東京都出身、血液型はB型

## 人物
5歳から10歳までは、ポケモンカードゲームに没頭
- 2006年9月 チャンピオンズリーグ(in台湾)[2] 四天王[1]
- 2009年8月14日-15日 ポケモンワールドチャンピオンシップス2009(inサンディエゴ) 優勝[3]

その後歌が好きで子どもミュージカルの劇団に入り、俳優を目指すようになる。
中学生の高学年～高校卒業に掛けて映像作家の小関恭司のワークショップに継続的に通っていたが洗足音楽大学入学後はミュージカルに集中し本格的なミュージカル俳優となる。
現在は、ミュージカル舞台、ストレート演劇、映画俳優、シンガー活動などをしている。

## 出演

### 舞台
- 2014年11月12日-16日 劇団昴「ラインの監視」(座・高円寺2)ジョシア役[5]
- 2015年1月28日-2月1日 劇団BDP「リアの食卓」(シアターサンモール)若葉役[6][1]
- 2015年7月24日-26日 劇団キンダースペース「赤い鳥の居る風景」(北とぴあペガサスホール)弟役(準主演)[7][8]
- 2016年1月7日-11日 ミュージカル『普通にブランド品とか好きだった私が、カンボジアでお母さんになった』（六行会ホール）マカラー役[9][1]
- 2016年5月12日-16日 ブロードウェイミュージカル「violet」(ラゾーナ川崎プラザソル)ビリーディン役[10][1]
- 2016年11月5日-13日 舞台「東京ボーイズコレクション～愛の唄～」(新宿村LIVE)」桐谷蓮役[11][1]
- 2017年5月2日-4日 ミュージカル 黄金歩行(ゴールデンウォーク)(絵空箱)健太郎役[12][13]
- 2017年6月1日-4日 舞台「ハイスクール!奇面組」(スペース・ゼロ)よろづ組[14]
- 2017年8月12日-13日 地劇ミュージカル「日本国 横浜 お浜様」(神奈川県立青少年センターホール) ケント役[15][16]
- 2017年12月2日-3日 音楽劇「チンチン電車と女学生」(東京芸術劇場プレイハウス)[17]
- 2018年3月14日-19日 劇団Tiptap ミュージカル「Suicide Party」 (すみだパークスタジオ倉)カウンセラー役(ストーリーテラー)[18][1]
- 2018年4月1日-15日 若宮亮×なるせゆうせい合同プロデュース 人狼系舞台「レジスタンスイレブン」(フラワースタジオ)[19]
- 2018年4月25日-29日 Artist Company 響人「お月様へようこそ」 (CBGKシブゲキ!!)[20]
- 2018年5月5日 東京レインボープライド STAGE N-Project「The Journey of the True Colors」(代々木公園野外ステージ) ハル役(主演) [21]
- 2018年6月8日-10日 TAFプロデュース 「幕末疾風伝 MIBRO～壬生狼～」(かめありリリオホール) 加納惣三郎役 [22]
- 2018年8月5日-9日 kanagawa music revue show (溝ノ口劇場) 鶴岡大和役(主演)・麻生不二雄役[23][24]
- 2018年9月26日-10月1日 ミュージカル『GODSPELL- カミノミコトバ 』(六行会ホール)[25]
- 2018年12月6日-10日 ミュージカル 『ロイヤルホストクラブ』川端ゴロー役 (IMAホール)[26]
- 2019年2月16日-19日 ミュージカル『タイム・フライズ』大輔役(主演)(IMAホール)[27]
- 2019年5月25日-26日 横浜元町ストリート・ザ・ミュージカル ペリー役(ストーリーテラー)(元町ショッピングストリート)[28]
- 2019年7月4日-14日 音楽劇「Zip＆Candy」ボトル役 (俳優座劇場)[29]
- 2019年7月5日-8月18日 喰種レストラン 支配人役 (銀座某所)[30]
- 2019年8月8日 「Kanagawa Music REVUE Show vol.2」ゲスト出演 (溝ノ口劇場)[31]
- 2019年11月1日-3日 ミュージカル「わだつみのこえ」小野寺 剛 役 (ザムザ阿佐ヶ谷)[32]
- 2020年1月15日-20日 ミュージカル「マリオネット」ピエール役(主演)(六行会ホール)[33]
- 2020年3月11日-17日 (上演中止[34]) Seiren musical Project第50弾公演 ミュージカル「春のめざめ」 メルヒオール役(主演) (上野ストアハウス)[35]
- 2020年7月 (上演中止[36]) ミュージカル「四月は君の嘘」(東京建物Brillia HALL)[37]
- 2020年6月28日 劇団Tiptap リーディングミュージカル『夜明けを待ちながら』(すみだパークシアター倉)[38]
- 2020年10月21日-11月1日 音楽劇「獅子吼」(上野ストアハウス)[39]
- 2020年11月27日-29日 劇団Tiptap ミュージカル「Count Down My Life」(中目黒キンケロシアター)[40]
- 2021年8月28日-10月17日ミュージカル「SMOKE」海役(主演)(浅草九劇、梅田劇場シアター・ドラマシティー)[41]
- 2021年12月9日-12日 劇団Tiptap ミュージカル「20年後のあなたに会いたくて」(東京芸術劇場シアターウエスト)[42]
- 2022年5月7日-7月3日 ミュージカル「四月は君の嘘」三池俊也役 (日生劇場、高崎芸術劇場大劇場、御園座、兵庫県立芸術文化センターKOBELCO大ホール、オーバード・ホール、博多座)[37]
- 2022年9月1日-4日 The History Boys (TACCS1179)[43]
- 2023年1月10日-16日 once upon a time in 海雲台 ビン役他 (浅草九劇)[44]
- 2023年3月25日、26日 朝ミュージカル「僕と彼女と物憂げな傘」僕役 (自由が丘プラス南口店)[45]
- 2023年5月27日、28日 朝ミュージカル「僕と彼女と物憂げな傘」僕役 (自由が丘プラス南口店)[46]
- 2023年7月22日-9月10日 ミュージカル「ファントム」ジャン・クロード役 (梅田芸術劇場メインホール、東京国際フォーラム ホールC)[47]
- 2023年9月16日、17日朝ミュージカル「僕と彼女と物憂げな傘」僕役 (自由が丘プラス南口店)[48]
- 2023年11月24-26日、12月2-3日 オリジナルAIミュージカル「AI-WRI-EN」詩月役 (音楽サロンScale)[49]
- 2023年12月9日、10日、16日、17日 Anima イマーシブシアター 学芸員役 (BnA_WALL)[50]
- 2023年12月30日 オリジナルミュージカル「扉の向こう側」リーディング公演 (東京倶楽部)[51]
- 2024年2月17日、18日、23日 朝ミュージカル「僕と彼女と物憂げな傘」僕役 (自由が丘プラス南口店)[52]
- 2024年2月24日、25日 オリジナルAIミュージカル「AI-WRI-EN」詩月役 (音楽サロンScale)[53]
- 2024年5月16日-7月15日 ミュージカル ロミオ＆ジュリエット スウィング[54]
- 2024年6月14日、15日 オリジナルAIミュージカル「AI-WRI-EN」詩月役 (音楽サロンScale)[55]
- 2024年8月3日、4日 ミュージカル『メメント・モリ~僕が愛した日々~』赤場七翔役(絵空箱)[56]
- 2024年9月21日 朝ミュージカル「僕と彼女と物憂げな傘」僕役 (自由が丘プラス南口店)[57]
- 2024年9月28日、29日 朝ミュージカル「ながめせしまに茶の湯でも」ミノル役 (自由が丘プラス南口店)
- 2024年10月6日、13日 オリジナルAIミュージカル「AI-WRI-EN」詩月役 (音楽サロンScale)[58]
- 2024年12月20日-2025年6月16日 ミュージカル レ・ミゼラブル プルベール役 (帝国劇場、梅田芸術劇場メインホール、博多座、まつもと市民芸術館、札幌文化芸術劇場hitaru、高崎芸術劇場) [59]
- 2025年5月3-5日  朝ミュージカル「僕と彼女と物憂げな傘」僕役 (自由が丘プラス南口店)[60]

### 映画
- 2017年4月29日-5月 映画「マスタード・チョコレート」野田元役[61][1]
- 2023年6月24日 短編映画「よーい、スタート！」(高円寺シアターバッカス)[62]

### テレビ
- 2017年7月-9月 歴史漫才 ヒストリーズ・ジャパン （東名阪ネット6） 崇徳上皇役[63]
- 2019年12月11日 FNS歌謡祭 第二夜[64]
- 2020年7月19日 林先生の初耳学「数珠つなぎで日本一の歌うま大学生にたどりつけるか」(MBS/TBS系)[65]

### WEB
- 2014年12月21日 服部幸子の"おしゃべりタイム「おゆき語り」ゲスト[66]
- 2016年11月 「二人の背中」(桜美林大学)さがまちバンバン 悠人(中学)役[67][68]
- 2017年4月4日 "Together" -A Message from KANAGAWA‐[69]
- 2018年3月22日 ラグビーワールドカップ2019™神奈川県特設ページ 「HEAD FOR YOKOHAMA! KANAGAWA!」 [70]
- 2020年4月20日-5月11日 eミュージカル 「無人島deサバイバル」第2話[71]・番外編[72]

### ライブ
- 2015年9月11日-13日 『Musical PUB!』(Stage Partners主催) Vol.4[73]
- 2016年4月1日-3日 YU-KI PROMOTION 2016『MATURITY』(成城ホール)[74]
- 2017年3月30日 パズル♪コンサート～The Final～(スクエア荏原ひらつかホール)[75]
- 2018年1月19日 第11回スマッシュ・キャバレー (Com.Cafe音倉)[76]
- 2018年7月27日 溝ノ口ミュージカルロード Vol.4 (溝ノ口劇場) [77]
- 2018年10月13日 「山崎育三郎の I AM 1936」Presents「THIS IS IKU」 クワイヤー参加 (東京国際フォーラム ホールA)[1]
- 2018年10月29日 「第2回 レ・ミゼラブルｘ帝劇 のどじまん・思い出じまん大会」出場 (帝国劇場)[78]
- 2019年2月5日 Millennial Talk&Live (BLUE MOOD) MC立花裕人トーク＆ライブ[79]
- 2019年10月11日 「山崎育三郎の I AM 1936」Presents「THIS IS IKU 2019 ～男祭り～」 クワイヤー参加 (東京国際フォーラム ホールA)[1]
- 2020年3月19日『宅飲みミュージカル♪』〜自宅で気軽に楽しめるミュージカルライブ〜(オンライン ライブ) [80]
- 2021年5月22日 TipTap 15YEARS ANNIVERSARY CONCERT (ヒカリエホール ホールA)[81]
- 2021年12月28日29日 MPinK「YEAR END MUSIC PARTY」(溝ノ口劇場、溝ノ口カレー)[82]
- 2022年2月28日 古沢朋恵トーク&ライブ (BLUE MOOD) ゲスト出演[83]
- 2022年12月18日 アートフェスタふじみ野2022 (ステラ・イーストホール)[84]
- 2022年12月27日 MPinK YEAR END MUSIC PARTY vol.2 (ラゾーナ川崎プラザソル)[85]
- 2023年5月27日 TSUBASA BD PARTY 2023(下北沢cafe field)[86]
- 2023年11月12日 Musical Cocktail～ホームカミングスペシャルライブ(洗足学園音楽大学)[87]
- 2023年12月30日 ミュージカルライブ「Push ON!」(東京倶楽部)[51]
- 2024年8月31日 AI-WRI-EN LIVE (Cafe＆Diner Offza) [88]
- 2024年9月22日 Backroom Boys Ⅵ 〜ミュージカルと合唱〜 (IMA HALL)[89]
- 2025年3月1日 ボンボンライブ (シャンソンバーボンボン)[90]
- 2025年4月12日 toi toi toi！Vol.３ 〜Édition spéciale.〜(Cafe＆Diner Offza)[91]

### アニメ
- 2014年6月16日 【自主制作アニメ】木の葉化石の夏 トシ役アフレコ協力[92]

### オーディオミュージカル
- オーディオミュージカルCD「earth kids」海賊ボン役[93]